# Joe James
Joe James, ameriški dirkač Formule 1, *23. maj 1925, Saucier, Mississippi, ZDA, †5. november 1952, San Jose, Kalifornija, ZDA.
Joe James je pokojni ameriški dirkač, ki je med leti 1951 in 1952 sodeloval na ameriški dirki Indianapolis 500, ki je med letoma 1950 in 1960 štela tudi za prvenstvo Formule 1. Najboljši rezultat je dosegel na dirki leta 1952, ko je zasedel trinajsto mesto. Istega leta se je smrtno ponesrečil na dirki v San Joseju.